# Будинок на вулиці Вірменській, 21 (Львів)
Будинок на вулиці Вірменській, 21 (конскрипційний № 123; інші адреси — вул. Друкарська, 6, вул. Лесі Українки, 24) — житловий будинок XVII—XIX століть, розташований в історичному центрі Львова, між вулицями Вірменською, Друкарською та Лесі Українки. Протягом існування неодноразово перебудовувався, внаслідок чого складається з двох різних за поверховістю та оздобленням будинків, які окремо внесені до реєстру пам'яток архітектури національного значення: будинок по вулиці Вірменській має охоронний № 1255, будинок по вулиці Лесі Українки — № 1291.

## Історія
Будинок зведений у XVII столітті, належав вірменській родині Ходзенкових (Ходзенковичів), у 1630—1649 роках фігурує в історичних джерелах як кам'яниця Ходзенкової Лукашової, у 1655—1767 роках — як кам'яниця Ходзенківська (Ходзенковичівська). Первісно головний фасад виходив на вулицю Вірменську і в 1810-х роках, під час перебудови був прикрашений горельєфами роботи Гартмана Вітвера. У середині XIX століття міська влада знесла кам'яницю Якубовичів, що стояла ліворуч, з метою продовження вулиці Друкарської до площі Данила Галицького, так будинок № 21 отримав новий фасад з боку Друкарської.
Станом на 1860 рік будинок належав Іполітові та Пауліні Ольшевським, які того року здійснили значну реконструкцію будинку, внаслідок якої він отримав бічні крила.
Станом на 1871 рік власником будинку був Лайзер Хірер, у 1889 році — Хає Поссамент. У 1894 році будинок купив Герман (Герш) Райсс, 1898 року він провів чергову реконструкцію будинку, проект якої підготував архітектор Міхал Фехтер. Після реконструкції будинок набув сучасного вигляду, а з боку вулиці Друкарської біля бічних крил були облаштовані два симетричних під'їзди, як отримали нові адреси — Друкарська, 6 і 6-А.
У 1934 році власниками будинку значилися Нафталі Фрідман і доктор Ізидор Крон. За часів Польської республіки у будинку розташовувався торговий дім «Польмет», друкарня Штокеля і гуртівня шкір Зайфельда.
У 1989 році в будинку розмістилося Львівське товариство української мови імені Тараса Шевченка, пізніше реорганізоване у Всеукраїнське товариство «Просвіта» імені Тараса Шевченка. У 1990 році на розі будинку встановили меморіальну дошку з барельєфним портретом Тараса Шевченка, присвячену цим подіям.
У 2000-х—2010-х роках на першому поверсі будинку діяв дегустаційний зал «Масандра», у 2008 році біля входу встановили металеву скульптуру, яка символізувала любителя вина. У 2013 році проведена реконструкція фасаду з боку вулиці Друкарської.

## Опис
Будинок займає ділянку між вулицями Вірменська і Лесі Українки, має три поверхи з боку вулиці Вірменської та чотири — з боку вулиць Друкарської та Лесі Українки. Цегляний, тинькований, П-подібний у плані (два крила утворюють курдонер з боку вулиці Друкарської).

### Частина по вулиці Вірменській, 21
Головний фасад, що виходить на вулицю Вірменську, триосьовий, тинькований, оздоблений у стилях ампір і класицизм, завершується карнизом і доричним фризом із тригліфами та метопами з розетами. Між вікнами третього і другого поверху — рельєфний фриз із орнаментом у вигляді рогів достатку із букетами троянд, в центрі — горельєфне зображення грецьких богів Афіни та Марса, які тримають герб — картуш із геральдичним щитом, на якому розміщені два шоломи з закритими забралами, під щитом — військова атрибутика: барабан, шолом, щит, дві гармати з ядрами. Під вікнами другого поверху вміщені горельєфні підвіконні тафлі, із зображенням німф, що відпочивають, або, за певним припущенням — це алегоричне зображення богині краси Афродіти (Венери), в оточенні дерев та амурів, на середній тафлі також зображено вовка, на крайній правій — німфу, що грає на музичному інструменті. Горельєфи відрізняються ретельно проробленими елементами (одяг, тіло, зачіска тощо).
Будинок № 21 по вулиці Вірменській — один із небагатьох у Львові будинків у стилі ампір.

### Частина по вулиці Лесі Українки, 24 (Друкарській, 6—6а)
Бічний фасад, що виходить на вулицю Друкарську, майже не має оздоблення, адже утворився від межової стіни будинку при прокладанні вулиці Друкарської. Ця частина будинку чотириповерхова, Г-подібна у плані, цегляна. Фасад з боку Друкарської між другим і третім поверхами розділений міжповерховим карнизом. Нижня частина (перший і другий поверхи) практично не оздоблені, верхня частина розчленована вертикально широкими міжвіконними лізенами, вікна третього і четвертого поверхів прикрашені скромними лиштвами, на третьому поверсі — додатково прямими сандриками, завершується фасад вузьким аркатурним поясом і карнизом. На південній стіні фасаду, на третьому і четвертому поверхах — невеликі балкони на фігурних кронштейнах та з кованими металевими ґратами. Вхідні двері дерев'яні, розташовані симетрично по краях бічного фасаду. Як і балкони, двері мають оформлення, характерне для кінця XIX століття.
Фасад з боку вулиці Лесі Українки чотиривіконний, додатково укріплений контрфорсами та має аналогічну двоярусну композицію, вікна четвертого поверху прикрашені замковими каменями, під карнизом — зубчастий фриз.
Внутрішнє планування — секційне, з анфіладним розміщенням кімнат. Дерев'яна огорожа сходової клітини має ознаки історизму.

## Галерея

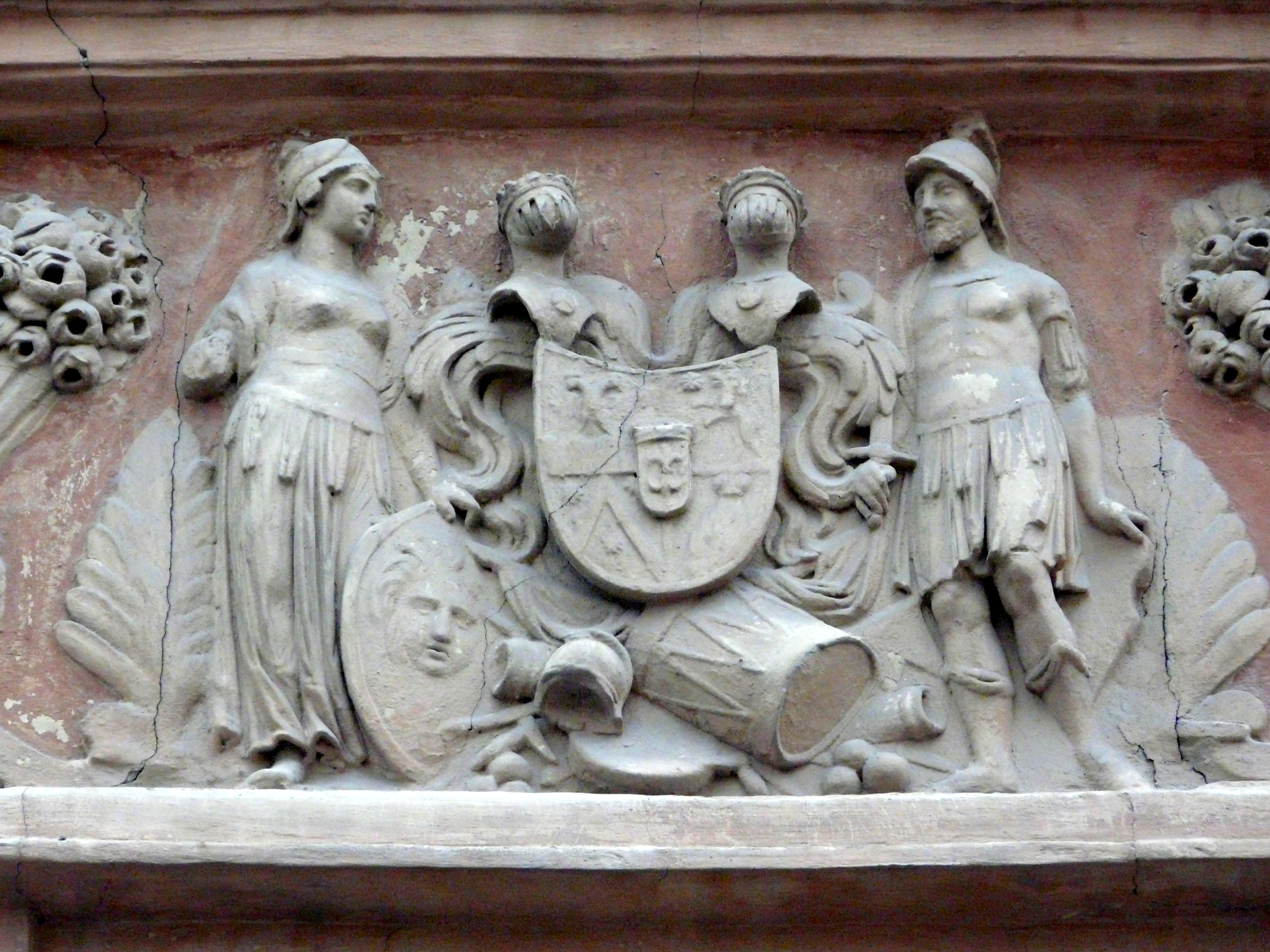
Горельєф на фризі чолового фасаду
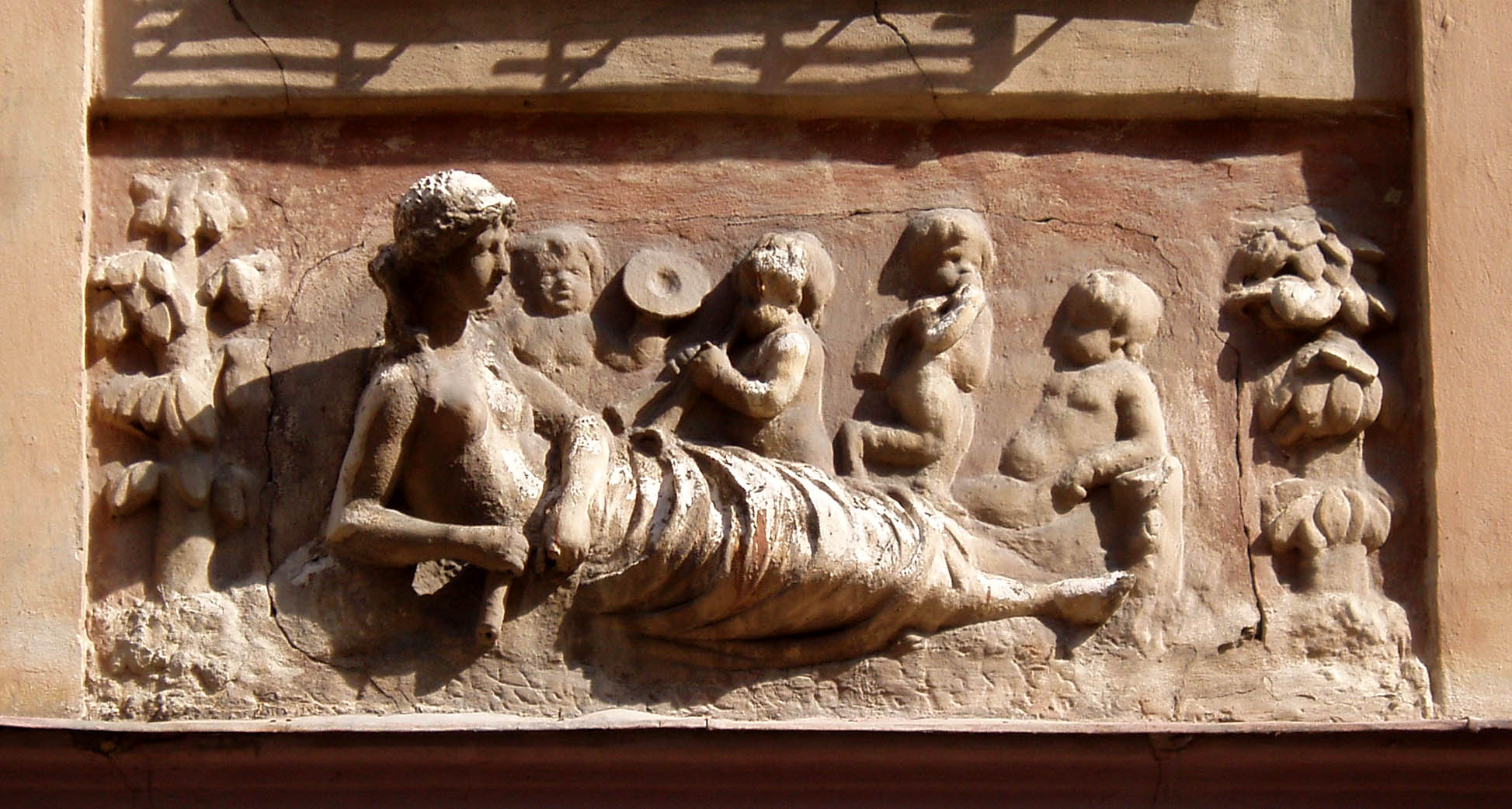
Горельєфні вставки під вікнами чолового фасаду: крайня ліва
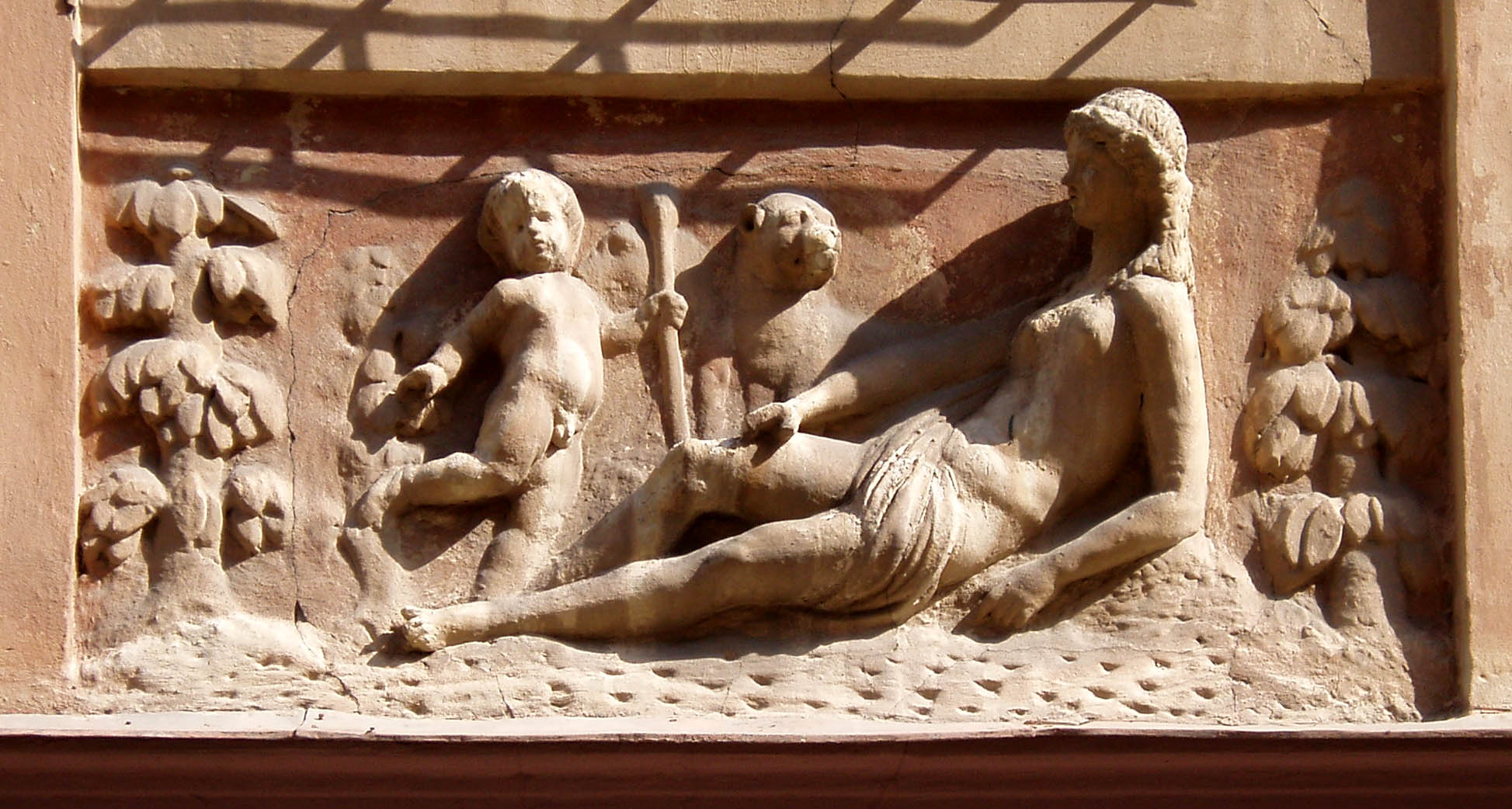
Горельєфні вставки під вікнами чолового фасаду: центральна
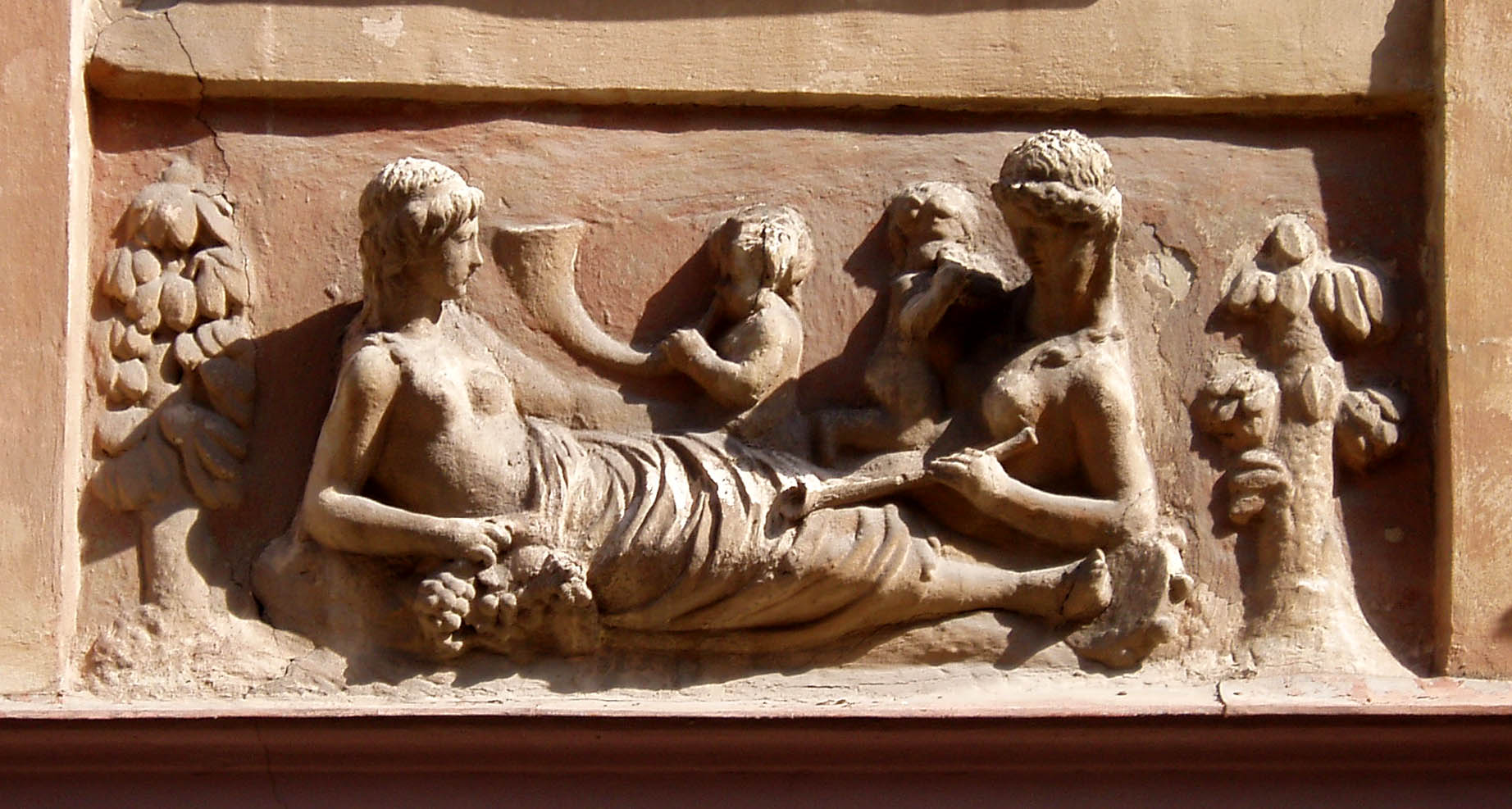
Горельєфні вставки під вікнами чолового фасаду: крайня права
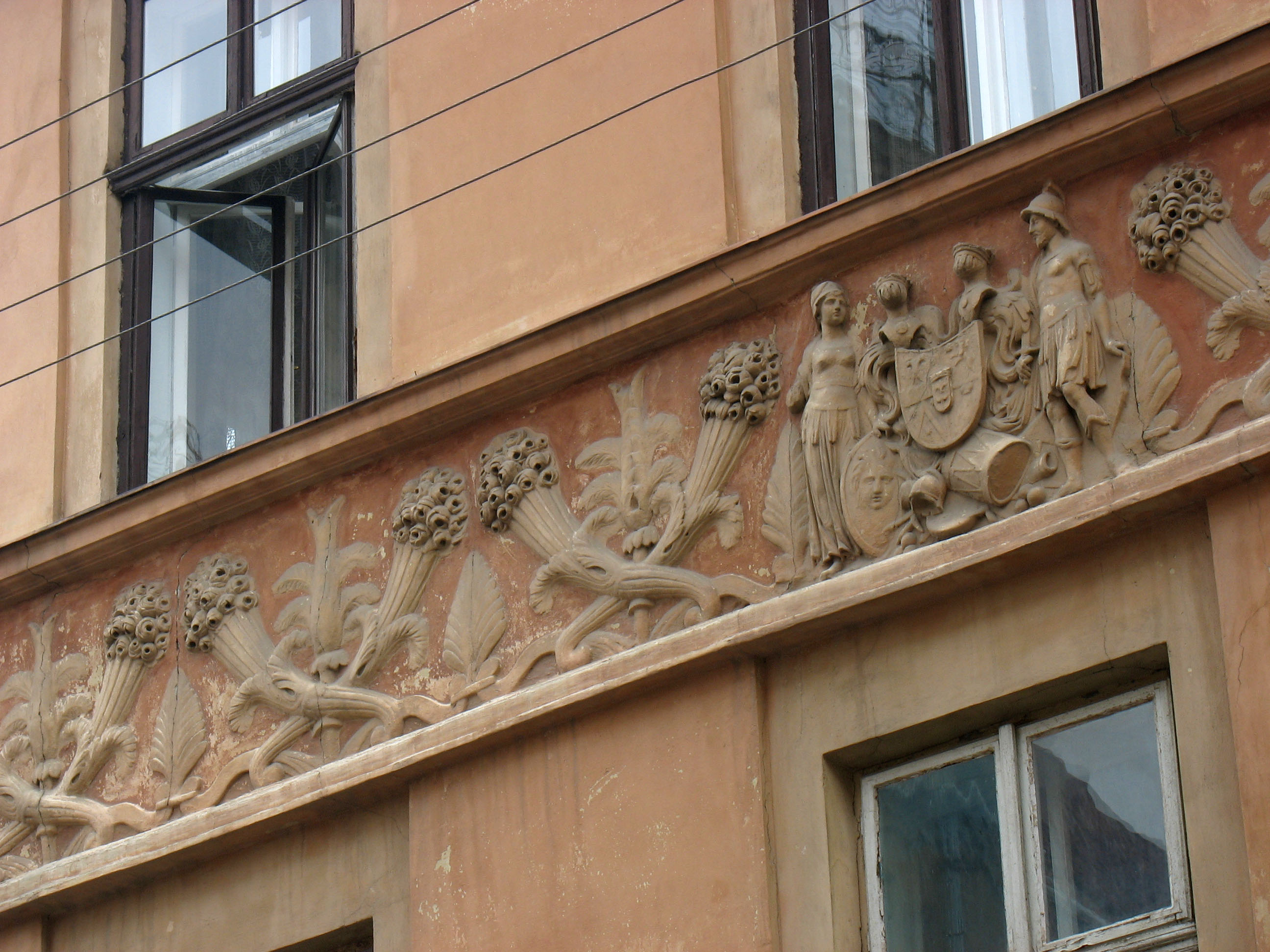
Фриз на чоловому фасаді
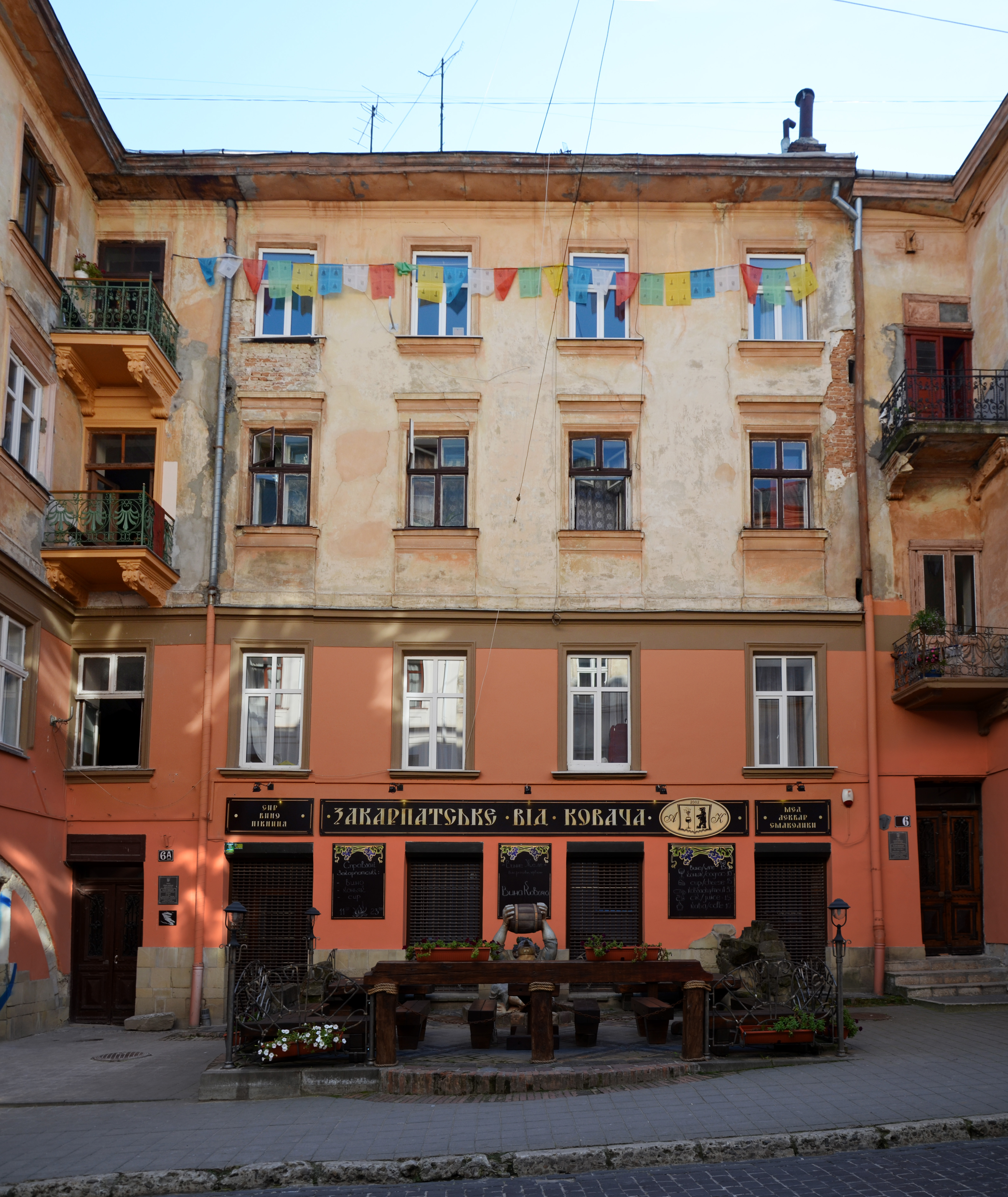
Фасад з боку вулиці Друкарської
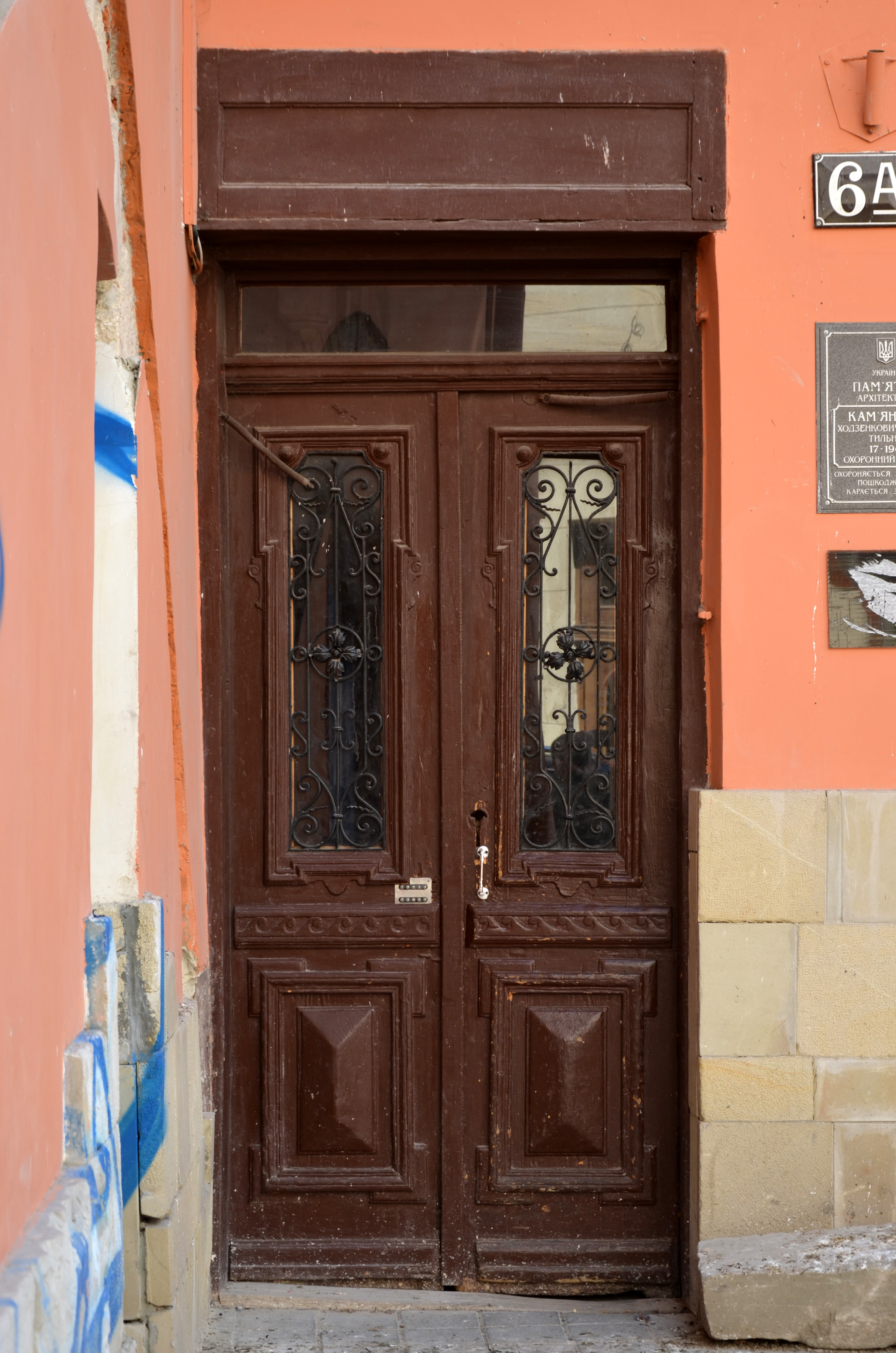
Вхідні двері
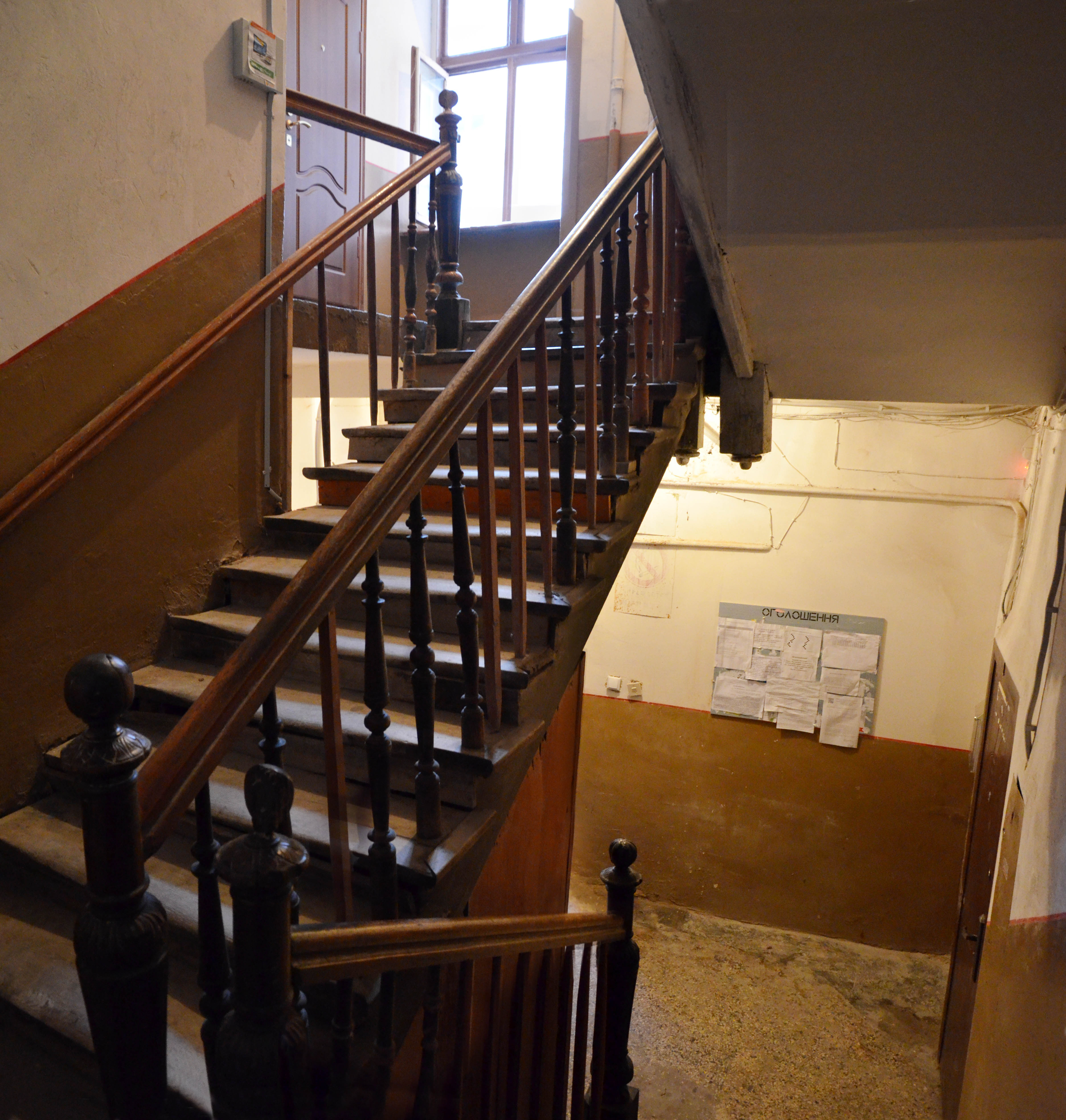
Сходова клітка
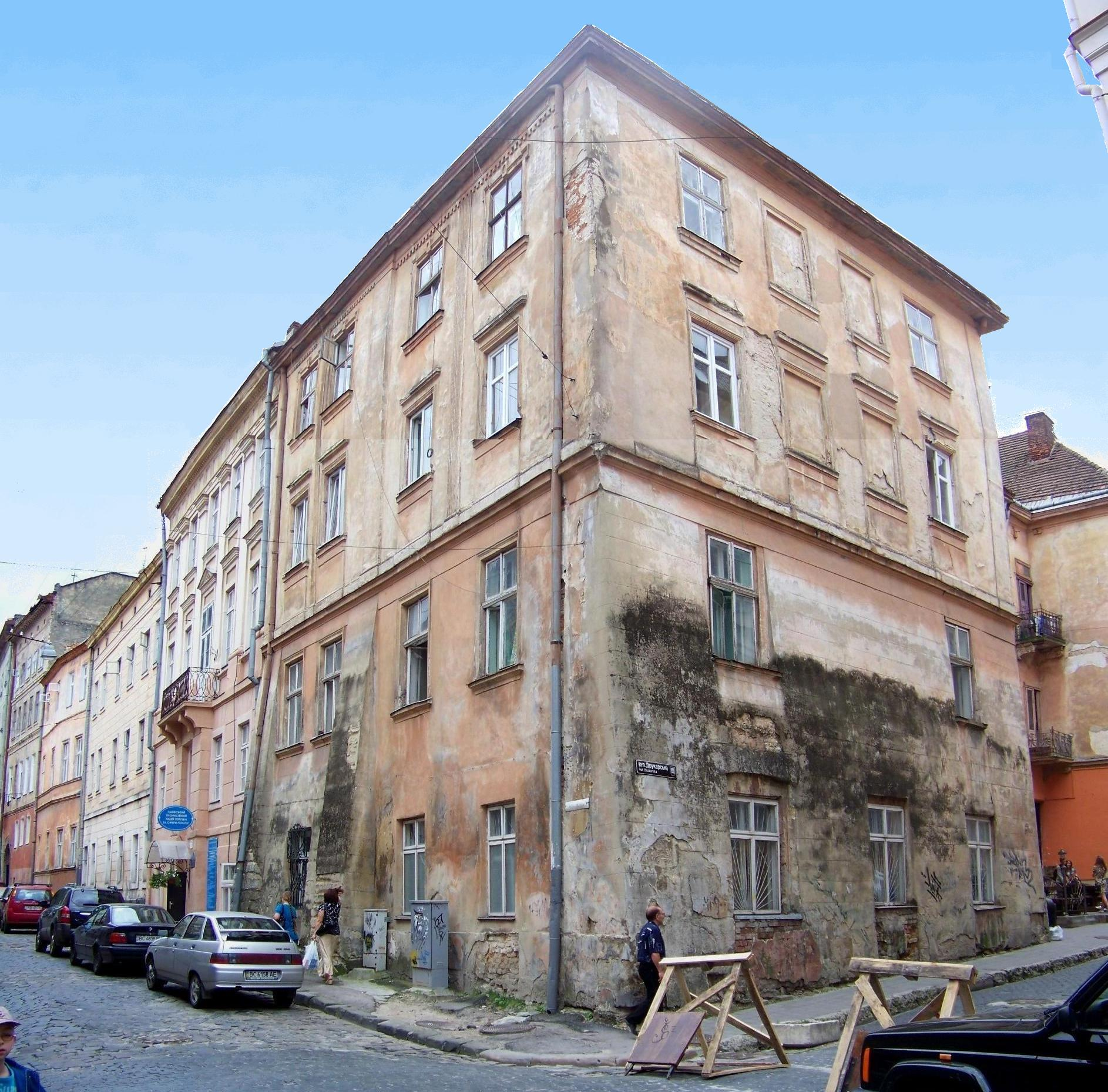
Фасад з боку вулиці Лесі Українки